# Franse mediterrane veldtocht van 1798
De Franse mediterrane veldtocht van 1798 was een reeks militaire operaties in het Middellandse Zeegebied door een Frans expeditieleger onder bevel van Napoleon Bonaparte ten tijde van de Franse revolutionaire en napoleontische oorlogen. Het doel was de verovering van Egypte, als eerste horde in het bedreigen van Brits-Indië, om zo Groot-Brittannië tot vredesonderhandelingen te dwingen.
Het Franse expeditieleger vertrok uit Toulon in mei 1798 met meer dan 40.000 manschappen en honderden schepen en zette koers door de Middellandse Zee in zuidoostelijke richting. Ze werden achtervolgd door een meer bescheiden Brits vlooteskader onder bevel van Horatio Nelson, later versterkt tot dertien linieschepen. De Britse vloot liep echter vertraging op door een gebrek aan begeleidende fregatten en aan betrouwbare informatie.
Het eerste doel van Napoleon was het eiland Malta, dat op dat moment werd geregeerd door de Orde van Sint-Jan. Zijn troepen bezetten het eiland. Nelson besefte dat het doel van Napoleon Egypte was en zette koers naar de Egyptische havenstad Alexandrië. In de nacht van 22 juni 1798 haalde de Britse vloot de Franse vloot in, zonder dit evenwel op te merken, om vervolgens als eerste in Alexandrië te arriveren.
Omdat hij Napoleon niet kon vinden, keerde Nelson terug op volle zee en bereikte Sicilië op 19 juli. Ondertussen bereikte Napoleon Alexandrië, bestormde de stad en trok het land in. De Franse schepen bleven achter onder bevel van viceadmiraal François Paul de Brueys d'Aigalliers en bleven voor anker in de Baai van Aboukir. Dit nieuws kwam (via geheime rapporten afkomstig uit het Griekse Koroni) ter ore bij Nelson, die opnieuw oostwaarts koers zette en op 1 augustus de Baai van Aboukir bereikte.
Nelson beval een onmiddellijke aanval op de Franse schepen. Er begon een zeeslag, die men later de Slag bij de Nijl zou gaan noemen. Viceadmiraal François Paul de Brueys d'Aigalliers was niet voorbereid op deze verrassingsaanval. Zijn schepen konden dan ook niet meer ontsnappen aan een Britse omsingeling. De Franse schepen, waaronder het pronkstuk de Orient, werden ingenomen door de Britten. Tegen 9 uur 's avonds vatte de Orient echter vuur en ontplofte, waarbij het grootste deel van de bemanning omkwam. Ook viceadmiraal François Paul de Brueys d'Aigalliers, de Franse aanvoerder, liet het leven. Gedurende twee dagen waren er nog sporadische gevechten, totdat alle Franse schepen tot zinken waren gebracht. Het verlies van de zeeslag bracht Napoleon een zware slag toe: hij verloor elf linieschepen en twee fregatten. Ook het machtsevenwicht in het Middellandse Zeegebied wijzigde in zijn nadeel.
Deze Franse nederlaag zette andere landen aan om deel te nemen aan de Tweede Coalitieoorlog tegen Frankrijk. Portugal, het Koninkrijk Napels, het Russische Keizerrijk en het Ottomaanse Rijk brachten troepen op de been in de Middellandse Zee. De Russen en de Turken namen deel aan de blokkade van Egypte en aan operaties in de Adriatische Zee, terwijl de Portugezen deelnamen aan het Beleg van Malta. De aanval werd door Nelson aangestuurd vanuit zijn hoofdkwartier in Napels. Nelson, die overigens gewond was geraakt tijdens de Slag bij de Nijl, wist hij koning Ferdinand I der Beide Siciliën te overhalen om in de oorlog tegen Frankrijk te stappen. Ferdinand zou aanvankelijk aanzienlijke delen van zijn grondgebied verliezen, waarna de Fransen er de Parthenopeïsche Republiek stichtten. Reeds in 1802 kon hij deze gebieden heroveren en de monarchie herstellen. In de westelijke Middellandse Zee viel viceadmiraal John Jervis, die vertrokken was uit Cádiz, het eiland Menorca aan, dat snel kon worden ingenomen en ging dienen als uitvalsbasis voor de Britse Royal Navy.

## Achtergrond

### Het plan van Napoleon

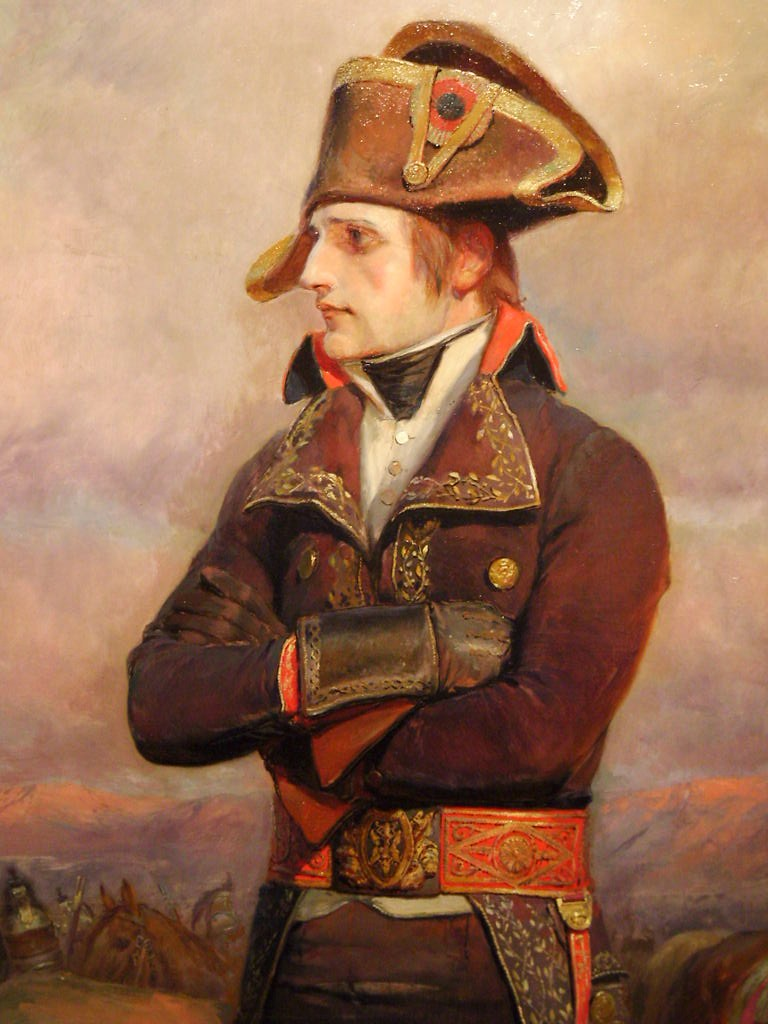
Generaal Napoleon Bonaparte bevelhebber van de Franse troepen, geschilderd door Edouard Detaille, 19de eeuw.

Begin 1798 kwam er een einde aan de Eerste Coalitieoorlog en stond het noorden van Italië onder Franse controle, evenals de Lage Landen en het Rijnland. Dit werd in 1797 bevestigd in de Vrede van Campo Formio. Van alle geallieerde landen uit deze coalitie bleef enkel Groot-Brittannië in staat van oorlog met Frankrijk. Het Directoire wilde de Franse revolutionaire en napoleontische oorlogen beëindigen door ook de Britten te verslaan. Er werden meerdere invasies van de Britse eilanden voorbereid, en de 28-jarige generaal Napoleon Bonaparte, die een jaar eerder, tijdens de Italiaanse Veldtocht van 1796-1797, de Oostenrijkers had verslaan in de Slag bij de brug van Arcole, kreeg de leiding over de Armée d'Angleterre, dat gestationeerd was in Boulogne. Het Kanaal werd echter gedomineerd door de Royal Navy.

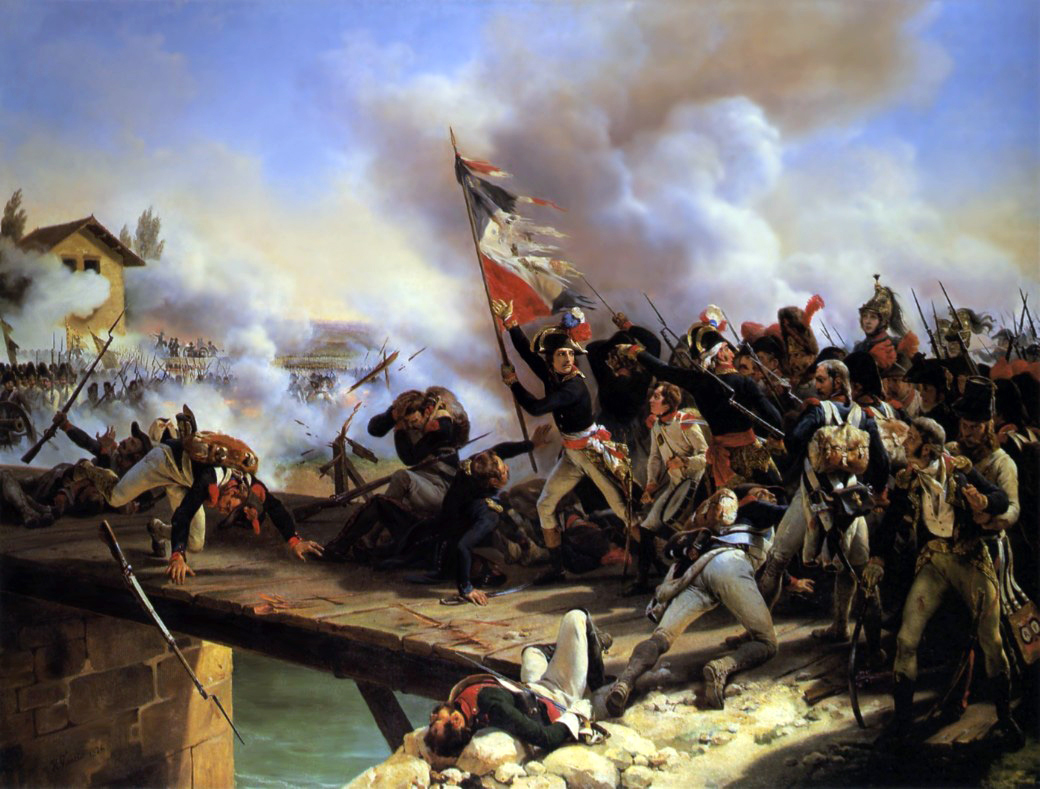
Napoleon tijdens de Slag bij de brug van Arcole, 1796. Schilderij van Horace Vernet uit 1826.

In de lente van 1798 verliet Napoleon Boulogne en keerde terug naar Parijs met de boodschap dat de Britse overheersing op het Kanaal een invasie onmogelijk maakte. Hij verlegde zijn vizier op het zuiden, meer bepaald op Toulon, de belangrijkste Franse havenstad aan de Middellandse Zee. In het geheim organiseerde zich daar een nieuw leger, waarvan men enkel kon speculeren wat het einddoel zou zijn: Groot-Brittannië, Sicilië, Malta, de Krim?
In werkelijkheid was het einddoel Egypte, een gebied dat een belangrijke schakel vormde tussen Groot-Brittannië en hun kolonie Brits-Indië, die van vitaal belang was voor de Britse economie. Napoleon beschouwde de inname van Egypte dan ook als een belangrijke stap in het droogleggen van de Britse economie en aldus in het verzwakken van zijn voornaamste vijand. In augustus 1797 schreef hij daarover: "Het moment nadert waarop we beseffen dat we Egypte moeten innemen om Engeland echt te vernietigen." De bezetting van Egypte zou de Fransen de controle geven over het oostelijke Middellandse Zeegebied en over de Rode Zee. Op die manier zouden de Fransen ook de handel tussen Groot-Brittannië en Brits-Indië kunnen verstoren. In die tijd schatte men de eventuele verliezen op 2,7 miljoen Britse pond, in moderne termen (rekening houdend met de inflatie sinds 1797) gelijk aan honderden miljoenen pond. Bovendien zou de bezetting van Egypte de mogelijkheid bieden van een directe aanval op India, mogelijks met de steun van de anti-Britse sultan Fateh Ali Tipu.
De Franse mediterrane vloot ondervond aanvankelijk, begin 1798, geen tegenstand vanwege de terugtrekking van de Royal Navy uit hun basissen op Corsica en Elba. De Britten hadden zich teruggetrokken na het Verdrag van San Ildefonso in 1796, waarbij Spanje een bondgenootschap vormde met Frankrijk en de oorlog verklaarde aan Groot-Brittannië. De Britse vloot trok zich terug op de Taag, een rivier in Portugal, de enige onbezette bondgenoot van de Britten op het Europese continent. Vanwege de afwezigheid van de Britse vloot en de Ierse opstand van 1798 geloofde Napoleon dat de Royal Navy zijn plannen onmogelijk kon kruisen, zelfs al zouden de Britten ontdekken wat hij van plan was.
Met de zekerheid dat de Franse vloot zonder enige weerstand naar Egypte kon varen, gaf Napoleon het bevel aan het leger om zich gereed te maken voor vertrek. De vloot werd aangevoerd door de Orient, een linieschip met 120 kanonnen, onder commando van viceadmiraal François Paul de Brueys d'Aigalliers. Verder bestond de vloot uit een groot aantal andere schepen en ook de voltallige Venetiaanse vloot, die een jaar eerder was veroverd. De vloot werd begeleid door 400 troepentransportschepen, die 35.000 manschappen vervoerden. Op 3 mei vertrok Napoleon uit Parijs. Vijf dagen later, op 8 mei, kwam hij aan in Toulon om de laatste voorbereidingen te treffen. Op 9 mei schouwde hij zijn verenigde troepen en gaf een toespraak waarin hij een expeditie aankondigde naar een niet nader bepaald vreemd land. Napoleon kreeg van zijn aanhoorders een enthousiaste reactie, waarvan een verslag verscheen in Le Moniteur Universel dat werd verspreid op affiches over gans Frankrijk. Ondanks Napoleons aankondiging liep de afvaart vertraging op: een sterke tegenwind maakte het negen dagen lang onmogelijk om te vertrekken. De weersomstandigheden verbeterden op 18 mei, zodat de volgende dag de vloot eindelijk kon uitvaren richting Egypte.

### Britse reactie

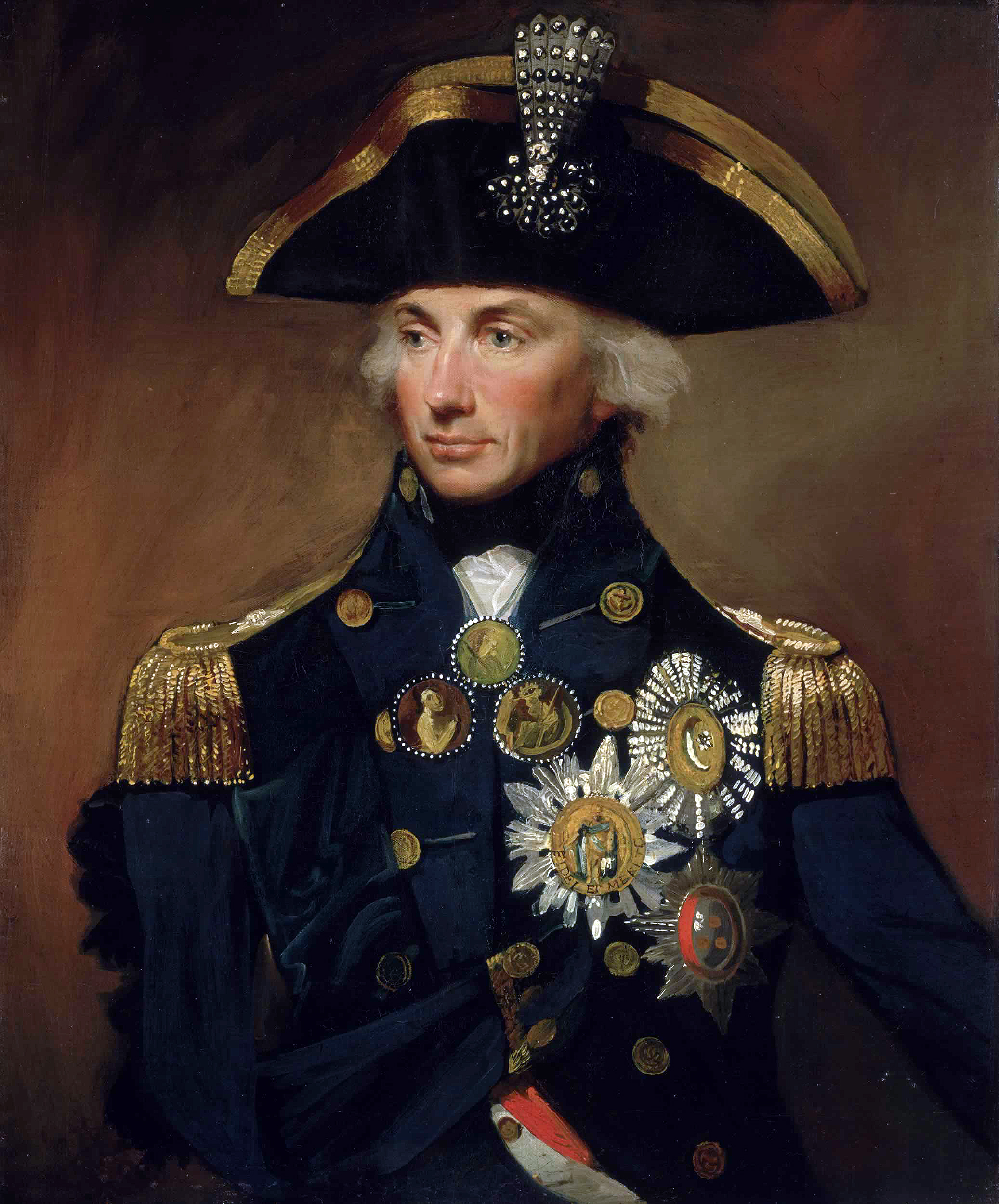
Admiraal Sir Horatio Nelson, bevelhebber van de Britse troepen, geschilderd door Lemuel Francis Abbott, 1800, National Maritime Museum, Londen.

Groot-Brittannië wist dat er voorbereidingen in Toulon werden getroffen, maar ondanks langdurige inspanningen van Britse agenten in Frankrijk kon de bestemming van de vloot niet worden achterhaald. Egypte werd niet als een mogelijke bestemming beschouwd door het Britse bewind. Toen de Britse minister van Oorlog Henry Dundas Egypte als einddoel opperde, werd dit van de hand gewezen door minister van buitenlandse zaken William Grenville. Informatie over de situatie in Toulon bereikten eveneens de Britse vloot in Portugal. De afstand tot Toulon was te groot om de Fransen in de gaten te kunnen houden. Wel werd Horatio Nelson naar Portugal gestuurd. Eerder bevond hij zich in Groot-Brittannië, waar hij had hersteld nadat hij zijn arm was verloren in de Slag bij Santa Cruz de Tenerife in juli 1797.
Viceadmiraal John Jervis, die het commando had over de Britse troepen in Portugal, bereidde op dat moment al een expeditie naar Toulon voor, en had Nelson in gedachten als bevelhebber van deze expeditie. Op 2 mei 1797 vertrok het vlaggenschip HMS Vanguard in Portugal. Jervis verheugde zich ten zeerste over de komst van Nelson. Hij schreef: "Zijn aanwezigheid in het Middellandse Zeegebied is zo belangrijk." Hij verkoos Nelson boven de oudere admiralen William Parker en John Orde. Dit leidde tot protesten, waarbij Orde Jervis zelfs uitdaagde voor een duel.
Op 9 mei Nelson verzamelde Nelson zijn vloot in Gibraltar en plaatste de HMS Alexander en de HMS Orion onder bevel van kapiteins Alexander Ball en James Saumarez, de fregatten HMS Emerald en HMS Terpsichore onder kapiteins Thomas Waller en William Hall Gage en de sloep HMS Bonne Citoyenne onder kapitein Robert Retalick. Hoewel ze in het donker vertrokken, werd de vloot door Spaanse troepen opgemerkt in Cádiz. Ter hoogte van het fort op kaap Carnero werden verschillende schoten afgevuurd. De HMS Alexander werd daarbij geraakt, al bleek de schade minimaal te zijn. Een week later, op 17 mei, wist de HMS Terpsichore een schip met kapers, de La Pierre, te bedwingen. De kapers konden Nelson melden dat de afvaart van Napoleon nakende was. De bestemming bleef echter nog steeds onbekend.
Op 21 mei bereikte de Britse vloot de Îles d'Hyères, nabij Toulon. Hier deed zich een merkwaardig feit voor. Door de sterke wind brak namelijk de grootste mast af van de HMS Vanguard. De mast viel op het dek, waarbij twee bemanningsleden omkwamen. Het schip was zodanig zwaar gehavend dat het bijna zonk voor de kust van Corsica. De HMS Alexander kon de HMS Vanguard begeleiden naar San Pietro-eiland, bij Sardinië, om daar te worden hersteld.
Vanwege de storm en de daardoor veroorzaakte schade, raakten de verschillende schepen elkaar kwijt. Na enige tijd wisten enkele schepen elkaar terug te vinden. Overigens sloot ook de HMS Alcmene van kapitein George Hope zich bij deze uitgedunde vloot aan. Dit schip was vanuit Portugal gestuurd ter versterking van Nelson. Kapitein Hope werd op de hoogte gesteld van de schade aan de Vanguard en was zich ervan bewust dat de Fransen Toulon reeds hadden verlaten. Hij besliste vervolgens eenzijdig om de Franse vloot te gaan zoeken, wat leidde tot verwarring bij de overige verdwaalde Britse schepen in de westelijke Middellandse Zee. De zoekacties van Hope bleken echter vruchteloos: zowel de Franse vloot als de overige Britse schepen, waaronder het schip van Nelson, werden niet gevonden. De schepen onder bevel van Hope zouden Nelson pas treffen na de Slag bij de Nijl, in juli 1798.

## Malta
Napoleon was ondertussen op 19 mei vertrokken. Zijn vloot passeerde de Provence en Genua, waar 72 troepentransportschepen zich aansloten. Vervolgens zette de vloot koers naar Ajaccio, de hoofdstad van het eiland Corsica, overigens de geboorteplaats van Napoleon, en arriveerde er op 23 mei. Hier sloten zich op 28 mei nog eens 22 transportschepen aan. Vervolgens voer de vloot langs de Corsicaanse kust, door de Straat van Bonifacio en volgde de kust van Sardinië. In Civitavecchia werd de vloot opnieuw verruimd. Op 3 juni kreeg Napoleon het bericht dat Nelson zich in de omgeving van San Pietro bevond. Hierop stuurde hij een eskader uit op onderzoek. Bij hun aankomst aldaar bleek Nelson al vertrokken uit de haven.
De vaart zette zich verder naar Mazara del Vallo op Sicilië, en vervolgens naar Pantelleria, dat op 7 juni bereikt werd. De bemanning van een bedwongen Brits koopvaardijschip waarschuwde Napoleon dat Nelson hem met een krachtige vloot op de hielen zat. Napoleon maakte zich zorgen over zijn transportschepen en beval de vloot onmiddellijk om verder te zetten richting Malta. De vloot kwam aan in Valletta op Malta om 5u30 op 9 juni. De informatie over de Britse vloot was echter onjuist, want de Britten liepen aanzienlijke vertraging op wegens reparatiewerken aan de HMS Vanguard in San Pietro, die zes dagen in beslag namen. Bovendien was het zicht van Nelson op de situatie niet zeer helder. Hij had de afvaart van de Fransen vernomen van een onderschept handelsschip uit Marseille, maar hij wist echter niet in welke richting de Fransen voeren. Daarom kon hij de achtervolging niet inzetten.
Op 5 juni bereikte de HMS Mutine onder commando van Thomas Hardy Nelson en wist te melden dat een nieuwe Britse vloot op komst was, met tien nieuwe linieschepen, gestuurd door Jervis, die zich op dat moment nog steeds in Portugal bevond. De nieuwe schepen werden aangevoerd door Thomas Troubridge, bevelvoerder van de HMS Culloden. Jervis, die handelde onder directe orders van Londen om zijn vloot uit te sturen naar de Middellandse Zee, splitste zijn schepen echter op om te vermijden dat Cádiz onbewaakt zou achterblijven. Jervis beschouwde Troubridge als de beste officier van de vloot, een standpunt dat Nelson met hem deelde. Beide vloten troffen elkaar aan op 7 juni, rond het middaguur. Nelson stond nu aan het hoofd van een vloot van 13 schepen van ieder 73 kanonnen, een schip van 50 kanonnen en een brik. Opmerkelijk was de afwezigheid van fregatten, die van vitaal belang waren bij dergelijke operaties op zee.

### Nelsons zoektocht

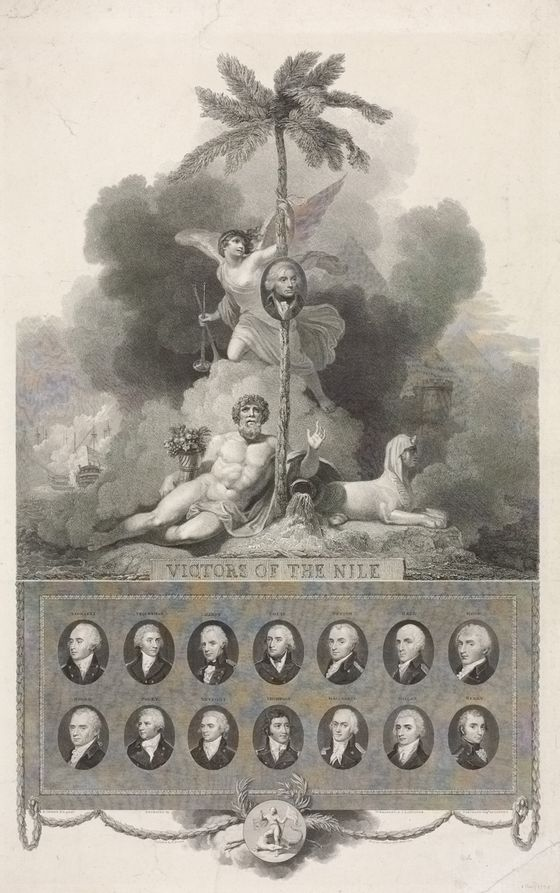
Nelson en zijn kapiteins, ook wel Nelson’s Band of Brothers genoemd.

Na het verenigen van de vloot, vertrok Nelson pas op 10 juni om naar Napoleon te zoeken. De wind liet het immers in de eerste dagen afweten, terwijl hij nog steeds in het ongewisse was wat betrof de Franse plannen. Hij voer eerst langs de kust van Corsica, lichtte het anker bij Elba op 12 juni, en zond Thomas Hardy met diens HMS Mutine naar Civitavecchia om er informatie over de Franse positie te vergaren. Hardy wist echter geen informatie te verkrijgen, waarna Nelson koers zette richting het zuiden.
Twee dagen later sprak hij met de opvarenden van een Tunesisch schip in Giannutri. Deze wisten hem te vertellen dat ze de Fransen hadden gezien nabij Trapani, en voor anker zouden kunnen liggen in Syracuse. Op 17 wierp de vloot van Nelson het anker uit nabij de Pontijnse Eilanden en zond Thomas Troubridge uit naar de Britse ambassadeur William Hamilton in het Koninkrijk Napels, in de hoop daar verdere informatie te kunnen verwerven, alsook de steun van de Napolitaanse vloot. Hamilton beschikte over informatie van de Napolitaanse eerste minister John Acton dat Egypte de eindbestemming van Napoleon was. Hij deelde dit evenwel niet mee aan Nelson, omdat hij twijfelde aan de betrouwbaarheid van de informatie en Nelson wilde behoeden voor desinformatie. Hamilton kon daarentegen wel bevestigen dat de napoleontische vloot rond Sicilië was opgemerkt en waarschijnlijk in de richting van Malta zeilde. Ondanks haar vijandelijke positie tegenover Frankrijk, weigerde de Napolitaanse regering om de Britten openlijk steun te bieden en weigerde om haar vloot in te zetten ten voordele van Nelson. Wel lieten ze toe dat de Britse vloot zich bij hen kon komen bevoorraden.
In de overtuiging dat de Franse bestemming Sicilië was, zette Nelson de achtervolging in, die echter gefnuikt werd door de windstilte. De Britse vloot zou pas op 20 juni door de Straat van Messina zeilen. Daar kreeg hij van de Britse ambassadeur in Messina te horen dat de Fransen Malta bezet hadden. Op 22 juni onderschepten ze een Genuees schip nabij de Kaap van Passaro. De opvarenden wisten te melden dat de Franse vloot Malta reeds verlaten had op 16 juni, in zuidelijke richting. Deze informatie was foutief op een belangrijk punt: in werkelijkheid verlieten de Fransen Malta pas op 19 juni, en Nelson was slechts 60 zeemijl (110 km) verwijderd van François Paul de Brueys d'Aigalliers.
Uit deze nieuwe informatie leidde Nelson af dat de Franse bestemming Egypte of Istanboel moest zijn en riep zijn belangrijkste kapiteins Saumarez, Ball, Troubridge en Henry Darby bijeen aan boord van de HMS Vanguard voor verder overleg. Tijdens de vergadering kwam Egypte naar voren als meest voor de hand liggende bestemming, omdat het hen de beste plek leek van waaruit Napoleon de Britse handel met Indië kon verstoren en bedreigen. Na het overleg zette de Britse vloot dan ook koers naar Alexandrië, terwijl de bemanningsleden zich klaarmaakten voor een eventuele zeeslag tegen de Fransen. Nelsons plan was om zijn vloot op te splitsen in drie delen, om zo de Fransen op drie plaatsen te kunnen treffen. Twee eenheden, elk bestaande uit vijf transportschepen zouden de Franse vloot uitdagen, terwijl de derde eenheid zo veel mogelijk Franse schepen tot zinken zou doen brengen. Nelson deed er ook alles aan om het onderling vertrouwen tussen zijn kapiteins te bevorderen, en om communicatie vlot te laten verlopen. Deze groep van Britse officieren zou overigens later beschouwd worden als Nelson's Band of Brothers.

### Napoleon in Malta

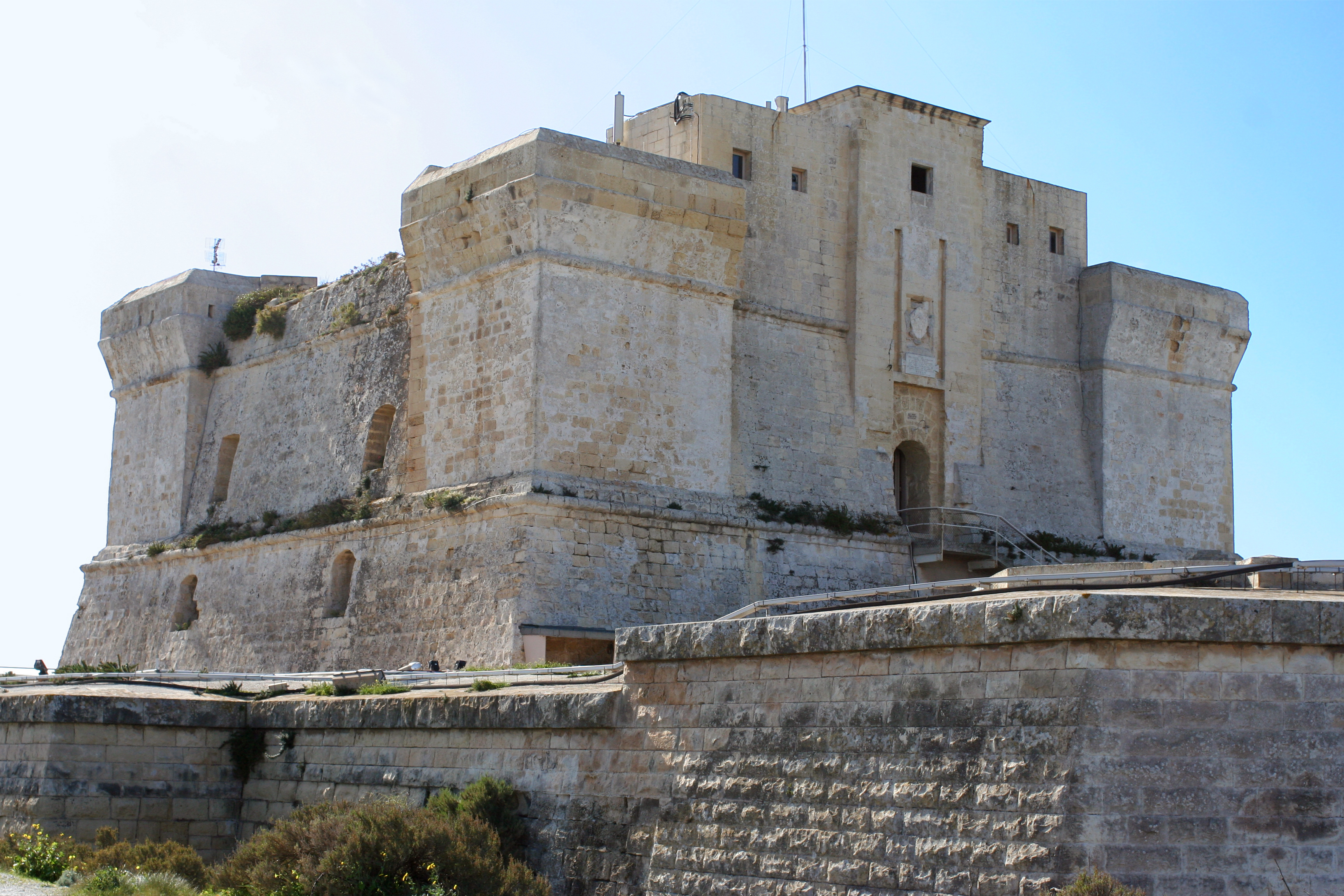
Fort Rohan, waar werd gevochten tijdens de Franse bezetting van Malta in 1798.

Inmiddels zette Napoleon zijn eerste militaire stappen in de richting van de verovering van Egypte. Hij kwam aan op Malta op 9 juni en vroeg de plaatselijke heerser, Ferdinand von Hompesch zu Bolheim van de ridderlijke Orde van Sint Jan, die regeerde over het eiland, om toestemmig om de haven van de Maltese hoofdstad Valetta binnen te varen en er zich te bevoorraden. Hompesch weigerde dit, volhoudend dat slechts twee schepen tegelijkertijd de haven konden binnenvaren.
Napoleon reageerde op deze weigering met een militaire interventie. Op 11 juni landden zijn troepen op zeven plaatsen op het eiland, onder bevel van Louis Baraguey d'Hilliers. Malta werd verdedigd door 2.000 soldaten, die echter niet veel weerwerk konden bieden. Binnen 24 uur werd het eiland door de Fransen veroverd. Enkel in het westelijk deel werd nog wat weerstand geboden. Na de intrede van generaal Claude-Henri Belgrand de Vaubois in Mdina en het terugtrekken van de Maltese soldaten in het fort van Valetta was de Franse verovering van Malta een feit. De Maltese soldaten weigerden op een bepaald moment om nog verder te vechten, waarop er onderhandelingen volgden met Hompesch en de ridders. Zij verlieten het eiland in ruil voor een financiële compensatie van 3.000.000 Franse franc. Tegelijkertijd verwierf Napoleon het volledige Maltese grondgebied, inclusief de militaire installaties en bewapening, de bescheiden Maltese zeemacht en de eigendommen van de katholieke kerk op het eiland.

### Doorvaart naar Egypte
Op 12 juni maakte Napoleon uiteindelijk de bestemming van de militaire expeditie bekend aan zijn vloot, namelijk Alexandrië, in Egypte. Eerst zou de vloot wel nog langs het Griekse eiland Kreta varen. Napoleon vertrok uit Malta, maar liet Claude-Henri Belgrand de Vaubois en 4.000 manschappen achter op het eiland, om zo de controle over het centrale Middellandse Zeegebied te behouden. Opdat de Franse bestemming of eventuele vermoedens daaromtrent niet verder verspreid zouden worden, gaf François Paul de Brueys d'Aigalliers het bevel dat ieder koopvaardijschip dat men onderweg naar Alexandrië zou kruisen, overmeesterd zou worden.
Eind juni vingen de Britten echter toch de eerste berichten op over de bestemming van de Franse vloot, toen het fregat HMS Seahorse van kapitein Edward Foote tijdens het Incident van 27 juni 1798 het Franse fregat Sensible aanviel en overmeesterde. Dit Franse schip was na de inname van Malta teruggekeerd naar Toulon met buit en gewonde soldaten uit Malta, waaronder ook generaal d'Hilliers. De Franse opvarenden werden gevangengenomen en van hen wisten de Britten het einddoel van Napoleon te achterhalen. De HMS Seahorse, later bijgestaan door de HMS Terpsichore, voer onmiddellijk opnieuw uit in de hoop Nelson te vinden en hem het nieuws mede te delen.

## Egypte

### Aankomst in Alexandrië
De trip van Sicilië naar Alexandrië van de Britten verliep zonder incidenten en duurde zes dagen. Nelson kreeg gedurende deze zes dagen amper nieuwe informatie binnen door een gebrek aan fregatten, die dan eventueel voorop hadden kunnen varen om informatie te verzamelen. Hij kon enkel spreken met de bemanningen van twee koopvaardijschepen, die echter geen verdere informatie konden bieden over de Franse vloot. Dit gebrek aan fregatten werd pijnlijk duidelijk toen men aan de horizon enkele schepen zag, maar Nelson weigerde in te gaan op de vraag van kapitein Thomas Thompson van de HMS Leander om deze passanten te onderzoeken. Nelson geloofde namelijk dat de Fransen vijf dagen voorsprong hadden en wilde dan ook geen tijd verliezen om naar Alexandrië te varen. Was Nelson evenwel toch ingegaan op het voorstel van Thompson, dan had hij ontdekt dat de passerende schepen in de verte Franse verkenningsschepen waren, die deel uitmaakten van de vloot van Napoleon, die in werkelijkheid veel dichter in de buurt was dan Nelson dacht. De Franse schepen hadden de vloot van Nelson echter ook opgemerkt en berichtte hierover aan Napoleon, die hierop zijn koers noordelijker verlegde om een confrontatie te vermijden. Als gevolg hiervan stak de Britse vloot de Franse vloot voorbij in het donker, terwijl er ook nog eens een stevige mist hing boven het gebied. Ook al kon men vanop de Orient de Britse kanonnen horen, nog konden de Britse uitkijkposten de Fransen niet opmerken. Volledig in het ongewisse over de werkelijke Franse positie, zeilde Nelson verder richting Alexandrië. Als gevolg van de koerswijziging door Napoleon waren de beide vloten niet meer in elkaars gezichtsveld toen het de volgende dag weer licht werd. De HMS Mutine, die vooruit gestuurd was, arriveerde op 29 juni als eerste in Alexandrië en merkte op dat de Fransen niet aanwezig waren in de haven. Toen vervolgens ook de Britse hoofdvloot arriveerde, probeerde Nelson in contact te komen met hun consul George Baldwin. Dit mislukte echter, omdat hij kort voor de aankomst ontslagen was door de Britse regering en de stad reeds had verlaten. Als gevolg hiervan kon Nelson geen beroep doen op de Britse diplomatie ter plekke. Thomas Hardy waarschuwde de Ottomaanse gouverneur Sayyid Muhammad Kurayyim dat de Fransen naderden. Kurayyim antwoordde dat hij de Franse vloot nog niet had opgemerkt en dat de neutraliteit van het Ottomaanse Rijk zou verbieden dat de Fransen noch de Britten de haven mochten gebruiken of mochten landen aan hun kusten. Hij stond afwijzend tegenover de Britse waarschuwing: "het is onmogelijk dat de Fransen naar hier zouden komen. Ze doen hier geen zaken en zijn niet in oorlog met ons." Zonder consul Baldwin bleek al snel dat andere diplomatieke deuren gesloten bleven. Bovendien was er nog steeds geen teken dat de Fransen naderden. Nelson besloot daarom om opnieuw te vertrekken op 29 juni, richting het noordoosten, om zo de Middellandse Zee nog eens door te varen, met bestemming Korfoe. Hij voer deze keer noordelijker, dit alles in de hoop Napoleon alsnog aan te treffen op zee.

### Franse invasie in Egypte

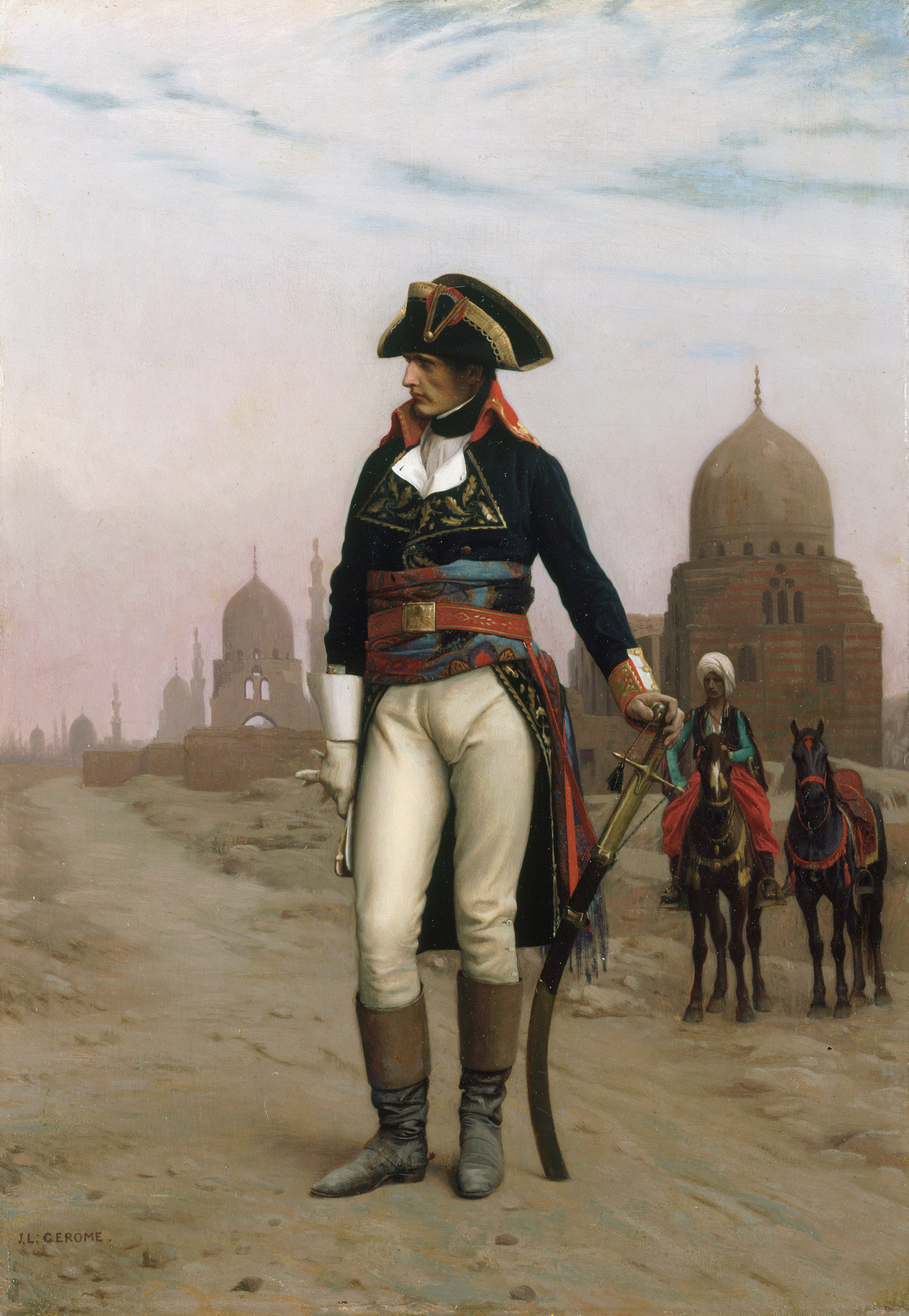
Napoleon in Cairo. Schilderij van Jean-Léon Gérôme, 1863, Princeton University Art Museum.

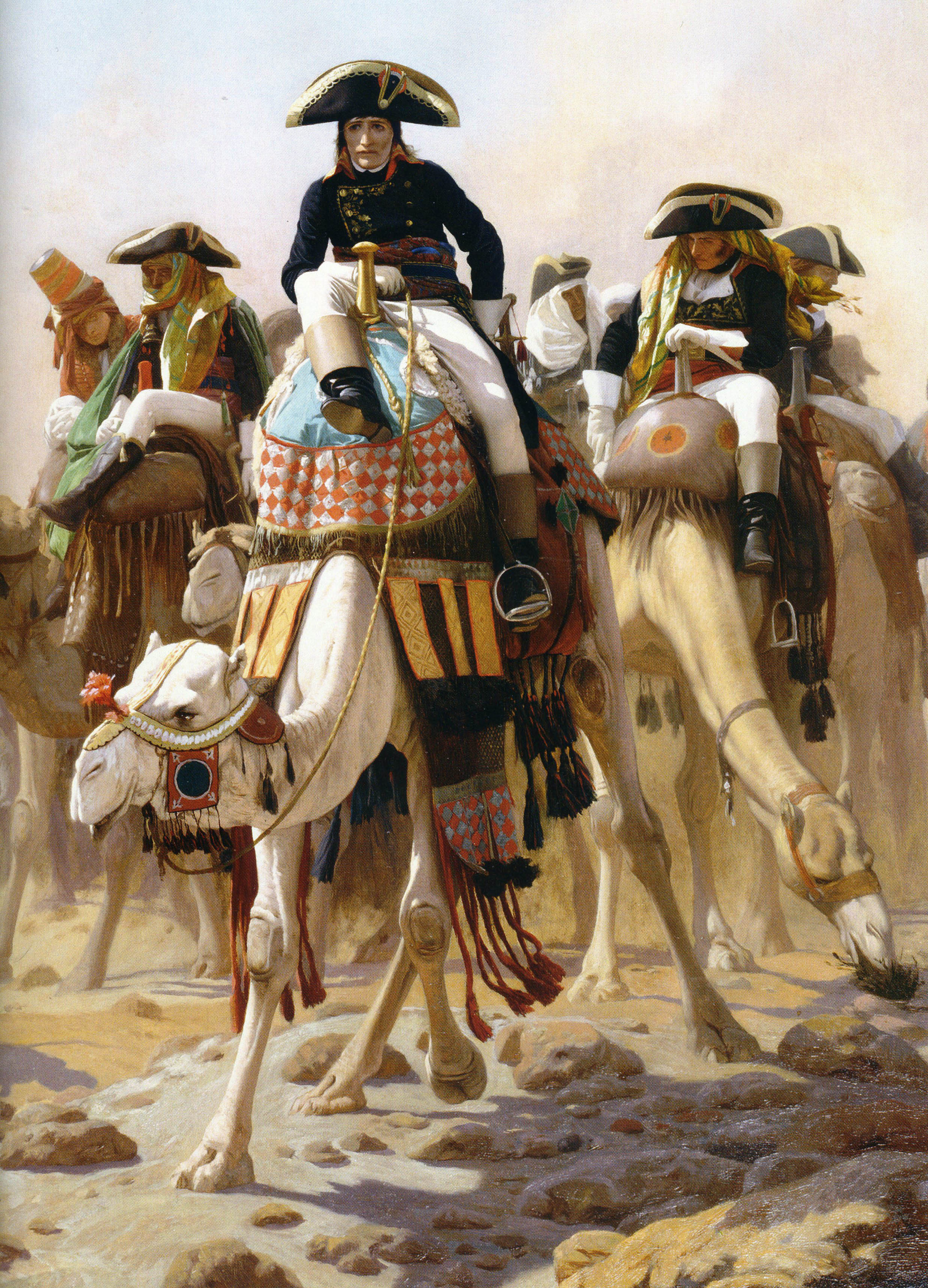
Bonaparte et son État-Major en Égypte. Schilderij van Jean-Léon Gérôme, 1863.

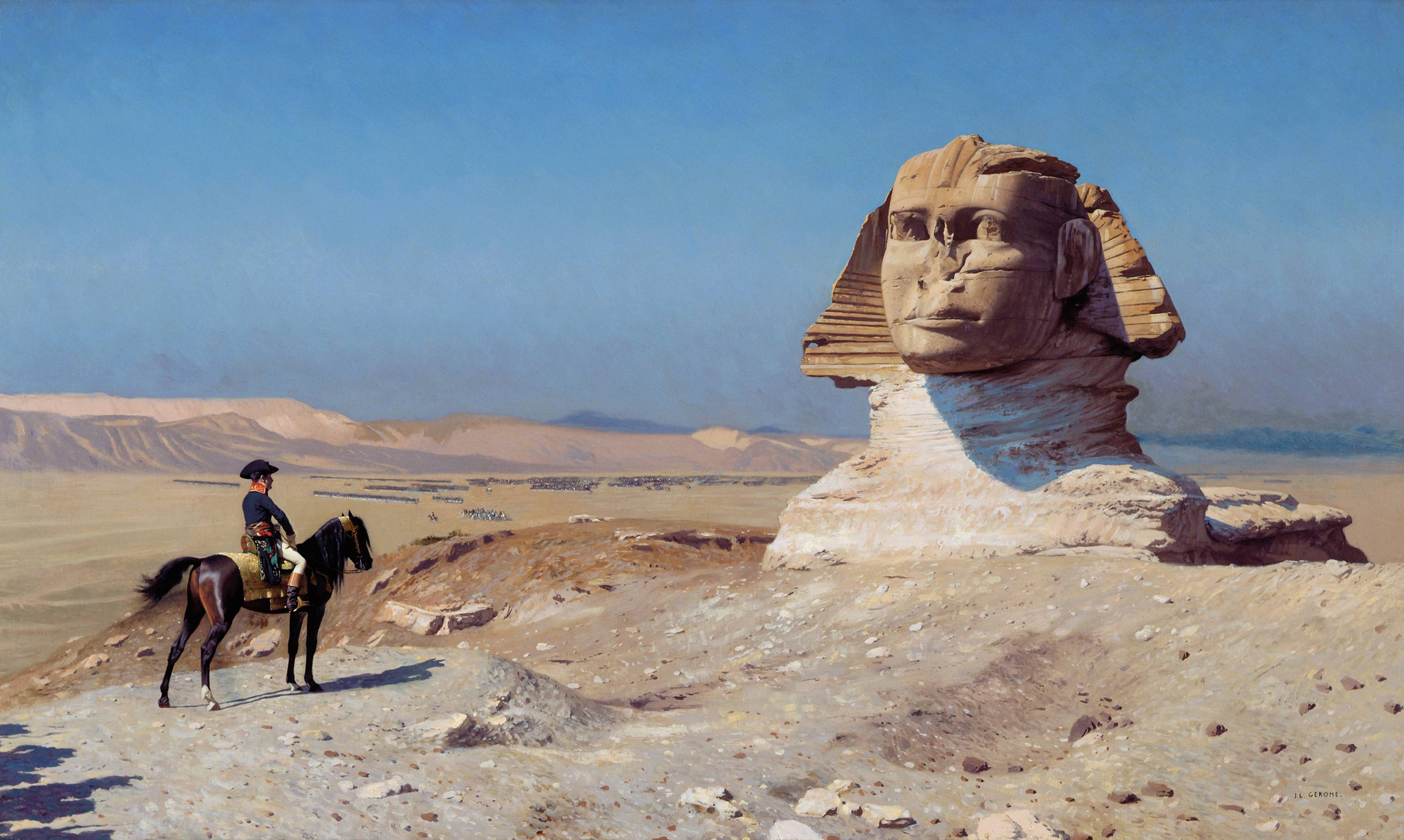
Bonaparte voor de Sfinx. Schilderij van Jean-Léon Gérôme, 1868, Hearst Castle, Californië.

De vloot van Napoleon Bonaparte passeerde Kreta op 30 juni en bereikte Alexandrië de volgende ochtend. Dit is vrij snel, maar de Franse vloot werd gedreven door gunstige Etesianwinden. Eenmaal aangekomen in Egypte was het eerste dat Napoleon deed het uitsturen van enkele vertegenwoordigers naar de Franse consul ter plaatse, Charles Magallon, die hem informeerde over de komst en het vertrek van Nelson en over de weigering van gouverneur Kurayyim om Franse troepen tot Egypte toe te laten. Met deze informatie besefte Napoleon dat hij in een netelige situatie zou terecht komen eens Nelson naar Egypte zou terugkeren. Hij beval dan ook een onmiddellijke landing van zijn troepen. Franse soldaten landden in de regio van Mirabou. Op een gegeven moment merkte men een zeilschip op, waarop Napoleon van de schrik bevangen geraakte. Hij vreesde dat het een Brits schip was, vooruitgezonden door Nelson. In paniek liet hij zich ontvallen: "Fortune, m'abandonnerais-tu? Quoi! Seulement cinq jours!". Naarmate het schip dichter kwam, bleek het vals alarm te zijn. Het schip in kwestie was Justice, een Frans fregat dat vanuit Malta gestuurd was. Na dit voorval verliep de invasie van Egypte zonder verdere incidenten. Tegen de avond leek de landing succesvol te zijn afgelopen, al werden wel verschillende schepen tot zinken gebracht en verdronken ten minste twintig Franse soldaten.

Op 2 juli vond vervolgens de Slag van Alexandrië plaats. De stad werd door de Franse troepen ingenomen. Napoleon plaatste zijn generaal Jean Baptiste Kléber in het bevel over de stad en belaste Pierre Dumanoir le Pelley met het bevel over de haven. Men kwam in de haven van Alexandrië echter tot de vaststelling dat de toegang tot de aanlegkades te ondiep was voor de Franse schepen. Daarom beval Napoleon zijn viceadmiraal François Paul de Brueys d'Aigalliers om koers te zetten naar de nabijgelegen Baai van Aboukir, 20 km ten noordoosten van Alexandrië. Tevens kreeg de Brueys de orders dat hij naar Korfoe diende te varen als de Baai van Aboukir geen geschikte plaats zou blijken om het anker uit te werpen. Enkel een kleine Franse macht zou dan nog in Egypte mogen blijven en zich alsnog moeten stationeren in de te kleine haven van Alexandrië. Eenmaal aangekomen in de Baai van Aboukir besprak de Brueys met zijn naasten de hypothese dat Nelson hun positie zou ontdekken. Alhoewel admiraal Armand Blanquet van de Franklin opwierp dat het het beste zou zijn om de Britten uit de weg te zeilen, besliste de Brueys om in geval van een Britse ontdekking voor anker te blijven in de baai en de Britse aanval er op te vangen. Op 21 juli arriveerden de Britse fregatten Seahorse en Terpsichore in Alexandrië en merkten dat de Franse driekleur er wapperde in de wind. Vervolgens keerden deze schepen om, op zoek naar Nelson. Toen de Brueys op de hoogte werd gesteld van het signalement van deze fregatten, redeneerde hij dat de terugtrekking van deze schepen betekende dat er geen imminent gevaar was voor een Britse aanval. Omwille van dit vermoeden nam hij geen voorbereidende maatregelen, in afwachting van een eventuele Britse aanval.

### Nelson keert terug
Nelson, die in noordoostelijke richting zeilde op het moment dat de Fransen aankwamen in Alexandrië, bereikte Anatolië op 4 juli en zette van daaruit de tocht voort in westelijke richting, naar Sicilië. Op 5 juli geraakte de Britse vloot verzeild in een storm. Uiteindelijk bereikten ze op 19 juli Syracuse, waar ze zich bevoorraadden. Aldaar bereiken Nelson meerdere rapporten, met het nieuws dat de Franse vloot zich niet bevond in de oostelijke Middellandse Zee, noch in de Adriatische Zee of in de Egeïsche Zee, wat maakte dat enkel Egypte of Syrië, twee gebieden die onder het Ottomaanse Rijk vielen in die tijd, als mogelijke bestemmingen overbleven. Op 25 juli zette Nelson dan ook koers richting Morea en stuurde hij Thomas Troubridge, die al eerder als zendeling werd uitgestuurd, naar Koroni op 28 juli, in de hoop daar verdere informatie te kunnen vinden. De Ottomaanse gouverneur berichtte dat de Fransen Kreta waren vertrokken in zuidelijke richting in het begin van de maand en stelde Troubridge voor aan een Frans koopman die in de lokale haven voor anker lag. Met dit eerste duidelijke, concrete beeld op de Fransen en hun beweegredenen, zetten Nelson en de zijnen alle zeiken bij, op naar Alexandrië.

## Slag bij de Nijl
Op 1 augustus arriveerde de Britse vloot voor de kusten van Egypte. De HMS Swiftsure en de HMS Alexander werden vooruitgestuurd als verkenningsschepen, en zeilden de Alexandrische haven binnen. Zij merkten er Franse aanwezigheid op, maar zagen er niet de Franse gevechtsschepen. Ondanks initiële teleurstelling beval Nelson zijn schepen om langs de kust op zoek te gaan. Om 14u00 konden bemanningsleden in de uitkijkposten op de HMS Zealous de Franse vloot waarnemen in de Baai van Aboukir. De Brueys geloofde dat zijn vloot, mede beschermd door ondiepe stukken in de baai in het noorden en het westen, niet kon worden aangevallen door de Britten, waardoor die genoodzaakt zouden zijn om de kop van de vloot aan te vallen. Om deze reden had de Brueys zijn sterkste schepen vooraan in de linie geplaatst. Zijn tactiek bestond erin dat men dan vanuit het noorden en het westen de flanken van de Britse vloot kon bestoken, met hulp van de noordwestenwind. De Brueys vertrouwde er ook in dat de Britse vloot dezelfde dag niet meer zou aanvallen: de nacht zou immers weldra vallen. Hij ging ervan uit dat Nelson pas in de vroege ochtend zou aanvallen, waarop de Brueys verkoos om zijn orders op te volgen en in het donker weg te zeilen. Zo kon hij een confrontatie met de Britten ontwijken, zoals Napoleon hem had opgedragen.

### De aanval van Nelson
In tegenstelling tot deze hoop van de Brueys was Nelson vastberaden om ten strijde te trekken en maakte zijn schepen klaar voor de aanval. Zonder enige accurate kaart van de omgeving van de Baai van Aboukir diende Nelson reeds vooraf voorzichtig te werk te gaan. Hij beval kapitein Samuel Hood van de HMS Zealous om de diepte van de baai op te gaan meten. Om 18u20 bereikten de Britse schepen HMS Goliath en HMS Zealous de noordelijke ondiepte, waarop de Franse schepen Guerrier en Conquérant het vuur openden. Terwijl hij de Franse linies naderde, merkte de kapitein van de HMS Goliath, kapitein Thomas Foley dat de Franse viceadmiraal François Paul de Brueys d'Aigalliers een kapitale fout maakte in de verdeling van zijn manschappen. In plaats van zijn sterkste schip, de Guerrier aan het einde van de noordelijke ondiepte te plaatsen, liet de Brueys een gat. Terwijl hij recht door dit gat zeilde, vuurde Foley op de Guerrier en kon hij zich een weg vrijmaken tot aan de Conquérant. Ook de Zealous zeilde door het gat en nam de Guerrier eveneens onder vuur. Daarna volgde de HMS Orion, de HMS Theseus en de HMS Audacious, die allen de bakboord van de Franse vloot onder vuur namen.
Nelson volgde in de HMS Vanguard en bracht de aanval ook aan stuurboord op gang, waarbij ondanks hevig weerwerk twee Franse schepen konden geneutraliseerd worden. Nu de Franse flanken er stevig van langs kregen, vielen de HMS Bellerophon en de HMS Majestic het centrum van de Franse vloot aan. Beide Britse schepen liepen hierbij aanzienlijke schade op. De HMS Culloden waagde zich te ver in de noordelijke ondiepte en strandde er. Ondanks verwoede pogingen van de HMS Mutine en de HMS Leander om het gestrande schip weg te trekken, liep de romp grote schade op. Tegen 19u00 viel de duisternis. Binnen het uur zouden de Britten de Franse vloot nu volledig verslaan. De Britten konden een hele reeks Franse schepen in handen nemen of zodanig zwaar beschadigen, dat ze de strijd niet meer konden verderzetten. Het ging om de Franse schepen Guerrier, Conquérant, Aquilon en de Peuple Souverain. Ook de Britten leden echter aanzienlijke shade. Vooral de HMS Vanguard en de HMS Goliath waren zwaargehavend uit de gevechten gekomen. De MHS Bellerophon en de HMS Majestic zagen zich in het zuidelijke deel van de baai genoodzaakt om te vlucht te nemen. De HMS Bellerophon werd door de Fransen overgenomen, terwijl de kapitein van de MHS Majestic, George Blagden Westcott werd gedood en Nelson aan boord van de HMS Vanguard een hoofdwond had opgelopen.

### De vernietiging van deOrient

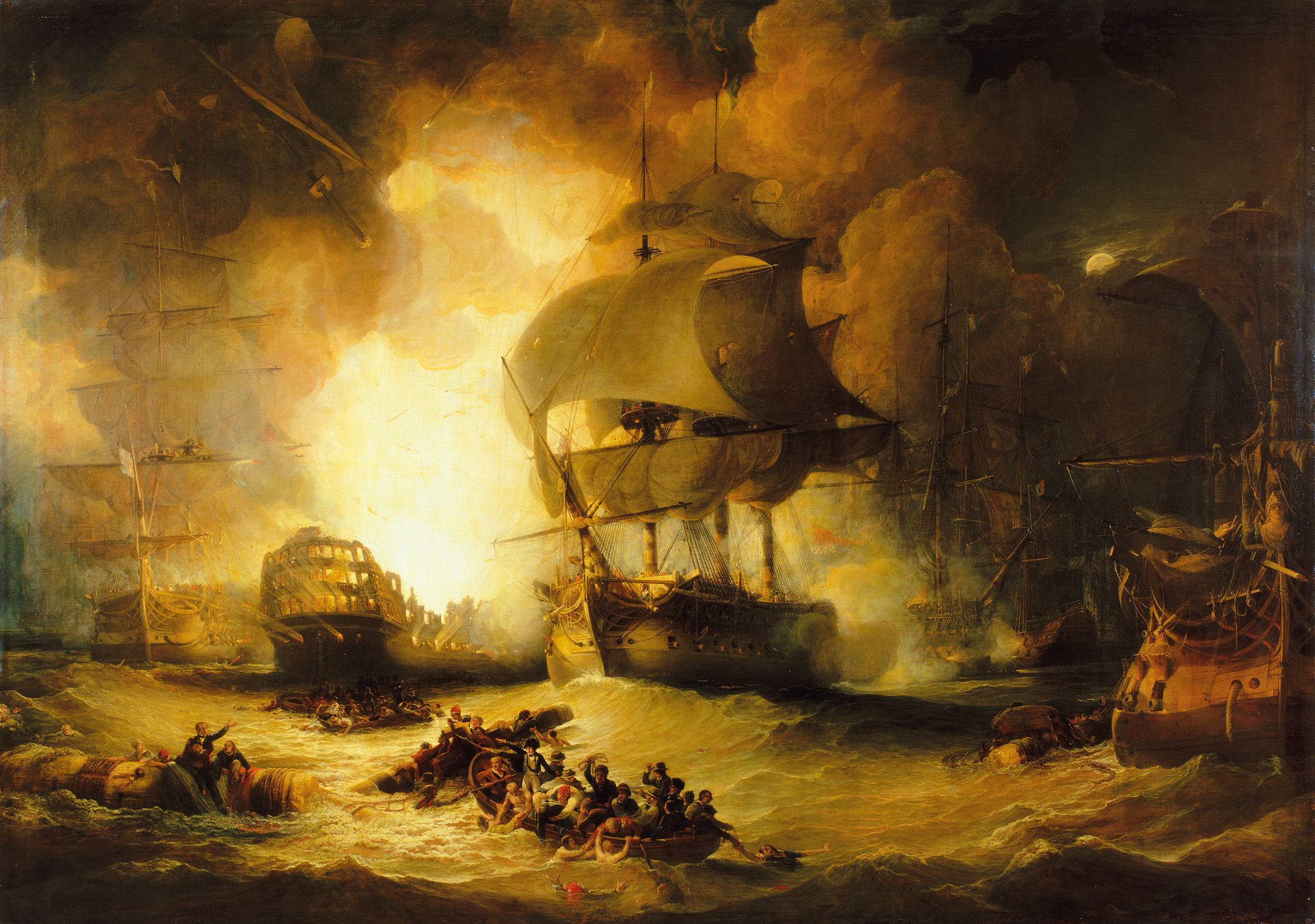
The Destruction of "L'Orient" at the Battle of the Nile, 1 August 1798. Geschilderd door George Arnald, 1825-27, National Maritime Museum, Londen. Tafereel tijdens de Slag bij de Nijl. Het schip links van de brandende Orient is de Franklin, die bijna zelf vuur vatte en maar nipt aan de vlammenzee kon ontkomen.

Kort na 20u00 groepeerden zich de HMS Swiftsure, de HMS Alexander en de HMS Leander in een gezamenlijke aanval tegen de Franklin, een schip in het centrum van de Franse opstelling. Bij deze aanval kwam viceadmiraal François Paul de Brueys d'Aigalliers op het dek om het leven door de inslag van een kanonskogel. Om 21u00 brak er brand uit aan boord van de Orient het vuur verspreidde zich snel. De masten en het dek gingen in vlammen op, zodat na enige tijd het volledige schip in brand stond. Rond 22u00 werd er tien minuten lang geen schot gelost. In plaats van elkaar aan te vallen, poogden de schepen van beide strijdende partijen om eerst de vuurzee van de Orient te ontwijken. Het eerste schip dat opnieuw begon te vuren was de Franklin, maar admiraal Blanquet’s stevig uitgedunde bemanning werd tot de overgave gedwongen rond middernacht. De Tonnant, het enige Franse schip dat nog vuurde, bleef vechten tegen de HMS Majestic tot 03u00, toen de dodelijk gewonde kapitein Aristide Aubert du Petit Thouars erin slaagde het schip uit de vuurlinie te zeilen.
Op 2 augustus, om 04u00 begon een vuurgevecht tussen het Franse schip van admiraal Pierre-Charles Villeneuve en een groepering van minder beschadigde Britse schepen. Tegen 11u00 ging Villeneuve over tot een staakt-het-vuren en kon het schip vluchten uit de Baai van Aboukir. Hij zag zich evenwel genoodzaakt om de Tonnant en de Timoléon achter te laten. Terwijl Villeneuve ontsnapte, ontvingen de Britten de overgaves van de Heureux en de Mercure. Op 3 augustus werden de HMS Theseus en de MHS Leander uitgezonden om de resterende Franse vloot totaal te vernietigen. De Tonnant gaf zich over en de Timoléon werd door de Fransen zelf in brand gestoken en ging in de vlammen op.

## Latere militaire operaties

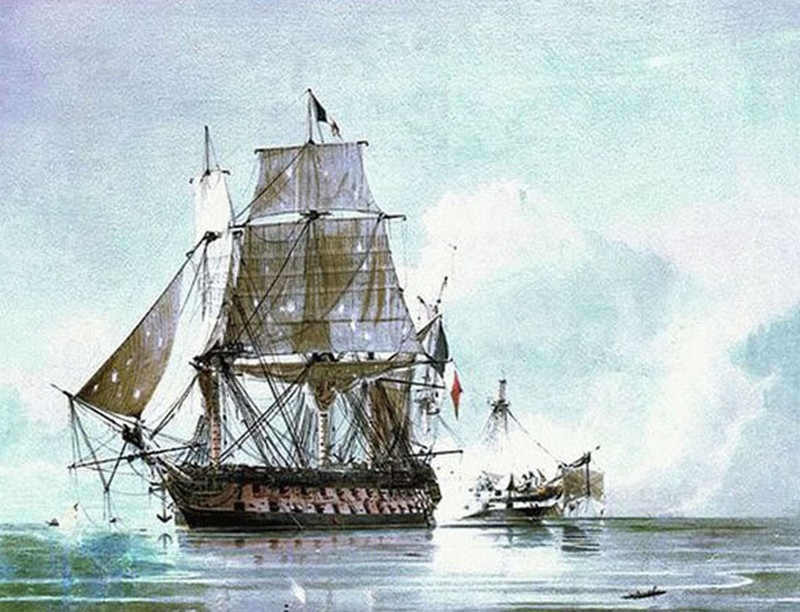
Gevecht tussen de Britse HMS Leander en de Franse Le Généreux, 18 augustus 1798. Geschilderd door C. H. Seaforth.

Met uitzondering van Villeneuve's schip, dat was gevlucht, werd de volledige Franse mediterrane vloot vernietigd. Negen van de elf linieschepen konden veroverd of vernietigd worden, alsook twee fregatten. Het aantal Franse doden en gewonden liep op tot meer dan 3.000 man, mogelijks 5.000 man, terwijl aan Britse zijde er amper 218 doden vielen en gewonden. Wel waren veel van Nelsons schepen zwaar beschadigd. Dringende herstellingen werden noodzakelijk geacht, zowel voor zijn eigen schepen als de veroverde schepen. Daarom bleef Nelson nog meer dan twee weken ter plaatse in de Baai van Aboukir. De HMS Leander werd op 5 augustus onder leiding van John Jervis naar Cádiz gestuurd met rapporten van de zeeslag. Op 8 augustus werd Aboukireiland bestormd en ingenomen, en op 12 augustus vervoegden de HMS Emerald, de HMS Alcmene en de Bonne Citoyenne de vloot, gevolgd door de HMS Seahorse en de HMS Terpsichore op 17 augustus. Op 13 augustus verliet de HMS Mutine de vloot. Deze werd uitgezonden naar de Admiraliteit. De volgende dag stuurde Nelson enkele schepen naar de monding van de Baai van Aboukir, onder bevel van kapitein Saumarez. Nelson zelf zette koers naar Gibraltar op 15 augustus en liet de Heureux en op de 18de ook de Mercure en de Guerrier opbranden. Deze schepen veroverd op de Fransen bleken naderhand niet geschikt om nog verder dienst te doen in de Royal Navy. Op 19 augustus splitste Nelson zijn vloot op. Hij stuurde een deel noordwaarts, naar het Koninkrijk Napels, en liet een blokkade-eenheid achter in Alexandrië. Het ging in dit laatste geval om de HMS Zealous, de HMS Goliath, de HMS Swiftsure en de fregatten en dit onder bevel van kapitein Samuel Hood.
Tegen de tijd dat Nelson vertrok in Alexandrië, waren zijn eerste vooruitgestuurde schepen reeds in Franse handen gevallen. De HMS Leander werd opgemerkt voor de westkust van Kreta tijdens het Incident van 18 augustus 1798 door het Franse linieschip Généreux, een van de schepen die met Villeneuve kon ontkomen tijdens de Slag bij de Nijl aan het begin van de maand augustus. De Généreux had de overige schepen van Villeneuve verlaten op 17 augustus en zette koers naar de Franse departementen in Griekenland, en meer bepaald naar Korfoe toen het het Britse schip nabij Kreta aantrof. Het Franse schip kon het kleinere Britse schip inhalen, waarna een stevig gevecht uitbrak. Onder de bemanning van de HMS Leander vielen er vele doden en gewonden. Ondanks de weerstand van de manschappen van kapitein Thompson kon de sterkere en zwaardere Généreux ernstige schade toebrengen aan het Britse schip, waarna Thompson zich zes en een half uur later genoodzaakt was zich over te geven. De Franse kapitein Louis-Jean-Nicolas Lejoille droeg op dat moment zijn bemanning op om de persoonlijke bezittingen van de Britten te plunderen, terwijl de Britse soldaten verplicht werden tewerkgesteld om de schade aan beide schepen te herstellen, hetgeen tegen de gevestigde regels was van maritieme welvaart. Beide schepen zetten hun tocht verder naar Korfoe. Ondertussen weigerde de Franse kapitein Lejoille meermaals om aan de Britten medische hulp toe te staan, of om hen hun geplunderde persoonlijke bezittingen terug te geven. Eenmaal hij terugkeerde naar Groot-Brittannië werd Thompson geridderd en geprezen voor de moed die hij tijdens het Incident van 18 augustus 1798 toonde, terwijl ook Lejoille in eigen land werd bejubeld, mede door de propaganda die verscheen in de Franse kranten, met een feitenrelaas dat echter incorrect bleek te zijn.

### Alexandrië
Nu de Franse maritieme aanwezigheid in de Middellandse Zee fors was teruggedrongen, konden de landen van de Tweede Coalitie hun dominantie in de regio uitbreiden. Vanuit Alexandrië konden de Britten onder kapitein Hood met succes iedere communicatie verhinderen tussen Frankrijk en de Franse troepen in Egypte, onder leiding van Napoleon Bonaparte, die daar nog steeds hun veldtocht voortzette, die op zich los stond van de gebeurtenissen tijdens de Slag bij de Nijl. Op 22 augustus, drie dagen na het vertrek van Horatio Nelson, onderschepte de in Alexandrië achtergebleven HMS Alcmene het Franse schip de Légère in de Alexandrische haven en dwong de kapitein van het schip tot overgave. Drie dagen later stuurde kapitein Foley van de HMS Goliath een schip naar Aboukir, waar men het Franse schip Torride wist te overmeesteren. Dit schip vocht overigens mee tijdens de Slag aan de Nijl, maar wist blijkbaar te ontkomen tijdens de gevechten. Op 2 september bereikte de Franse Anémone Egypte, met aan boord 60 Franse soldaten uit Malta. De HMS Swiftsure en de HMS Emerald konden dit Franse schip van koers doen wijzigen, weg van de haven van Alexandrië, naar het nabijgelegen Marabou. Aldaar werden de Fransen onder vuur genomen door lokale partizanen, die de meeste Fransen doodden. Luitenant Francis William Fane kon amper vijf Franse soldaten redden.
In oktober werd de bescheiden Britse vloot in de haven van Alexandrië vergroot door de komst van vier Portugese linieschepen en van de HMS Lion van kapitein Manley Dixon. De Portugezen zetten echter enkele dagen later reeds koers naar Malta. Op 19 oktober volgde dan weer versterking van twee Ottomaanse korvetten, twee Russische fregatten en 16 kleinere Ottomaanse schepen, de werden opgetrommeld door Hood tijdens een bezoek aan het eiland Rodos met de HMS Swiftsure de vorige week. De kleinere schepen werden op 25 oktober ingezet op op de Fransen te vuren nabij het Maadiemeer. De resultaten van deze actie waren echter pover. Na enkele dagen staakte men de gevechten en voor de rest van het jaar 1798 zouden er geen militaire acties meer plaatsvinden voor de kusten van Egypte. De Ottomaanse en Russische schepen keerden terug in december, terwijl de HMS Lion Alexandrië verliet om de blokkade van Malta te ondersteunen.
Aan de Franse aanwezigheid in Egypte zou in 1801 een einde komen door de Overgave van Alexandrië van de Fransen aan de Britten.

### Ionische Zee
De belangrijkste Ottomaanse en Russische vloten bevonden zich in de Ionische Zee. Door de Vrede van Campo Formio, verwierf Frankrijk drie departementen in Griekenland en de fortificaties van Butrinto, Parga, Preveza en Vonitsa aan de Albanese en Griekse kust. Begin oktober 1798, na de oorlogsverklaring van de Ottomanen aan de Fransen, verspreidden zich Ottomaanse legereenheden in de Balkan, die de Franse forten gauw tot overgave wisten te dwingen. Tegelijkertijd werden de Franse departementen in Griekenland aangevallen door een Ottomaans-Russische coalitie, bestaande uit tien Russische linieschepen, een aanzienlijk aantal Russische kleinere vaartuigen en ongeveer 30 Ottomaanse schepen, met aan boord in totaal 8.000 Turkse soldaten. Die wisten op 10 oktober 1.500 Franse soldaten krijgsgevangene te nemen. Het meeste Franse grondgebied kon worden veroverd. Enkel het grotere eiland Korfoe bleef standhouden.

### Malta en Napels

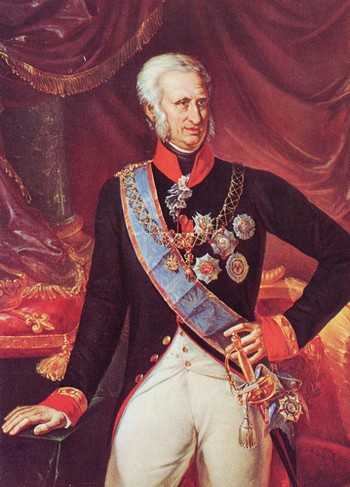
Ferdinand I, koning der Beide Siciliën.

Meer naar het westen toe werd Malta, dat door nog steeds de Fransen werd bezet, onderworpen aan een blokkade. Het terugkerende gedeelte van de Britse vloot onder leiding van Saumarez bereikte Malta in september. Daar troffen ze de Portugese schepen aan onder leiding van Tomás Xavier Teles de Castro da Gama, de markies van Niza, alsook het Britse schip HMS Lion, onder bevel van Manley Dixon. Terwijl de vloot er wachtte op meer gunstige winden, werden er een delegatie inlandse Maltazers aan boord van Saumarez' schip Orion gebracht op 25 september. Zij wisten te vertellen dat de Maltese bevolking in opstand was gekomen tegen hun Franse bezetter en dat de Franse troepen waren teruggedrongen tot in het fort van hoofdstad Valetta. Saumarez probeerde te onderhandelen over een Franse overgave met Claude-Henri Belgrand de Vaubois, de generaal die Napoleon met 4.000 manschappen in juni had achtergelaten op Malta, maar dit leidde tot niets. Omdat hij de verderzetting van zijn reis naar Gibraltar niet langer kon uitstellen, stopte Saumarez de Maltezen 1.200 musketten toe en beloofde hij hun om versterking te sturen zodra hij kon. Tegen 12 oktober werd Valetta bestookt door 10.000 Maltese burgers tijdens de zogenaamde Beleg van Malta, dat zou duren tot 1800. Vaubois had nog een 3.000 manschappen over, maar de aankomst van de in Egypte gevluchte Villeneuve met zijn lijnschip Guillaume Tell en twee fregatten vormden wel een versterking.
Op de dag dat de Fransen zich in Malta terugtrokken op Valetta, stuurde Nelson de HMS Alexander, de HMS Culloden, en de HMSColossus in Napels naar Malta, om daar een blokkade op te werpen. Een en ander gebeurde onder leiding van kapitein Alexander Ball. De Napolitanen weigerden evenwel om troepen naar Malta te sturen. De Portugezen, onder de markies van Niza, werden wel bereid gevonden om de blokkade te ondersteunen. Nelson, die ondertussen Lord Nelson was geworden, arriveerde zelf ter hoogte van Malta met de HMS Vanguard op 24 oktober. Vier dagen later gat Nelson de toestemming om te onderhandelen over de overgave van het nabijgelegen eiland Gozo. The Fransen hadden de militaire posities op dit kleine eiland reeds verlaten. De Britten konden op het eiland 24 Franse kanonnen recupereren, alsook 3.200 zakken graan, die hoogdringend werden uitgedeeld onder de bevolking van Malta. Nadien vonden ook in Malta geen verdere krijgsverrichtingen meer plaats gedurende 1798.
Vervolgens zette Nelson koers naar het Koninkrijk Napels, waar hij uitbundig werd ontvangen door koning Ferdinand I der Beide Siciliën en koningin Maria Carolina. Gedurende de volgende weken werd Nelson als een geëerde gast ontvangen, terwijl sommigen hem op dat moment verweten om niet meer om te zien naar zijn maritieme verantwoordelijkheden. het is tijdens dit verblijf in Napels dat er een liefdesrelatie zou ontpoppen tussen Nelson en Emma Hamilton, de vrouw van de lokale Britse consul. Tevens kon hij koningin Maria Carolina, die zeer anti-Frans was, aanzetten tot het overhalen van haar echtgenoot, de koning, om in de oorlog tegen Frankrijk te stappen. Ferdinand ging hierop in en beval een inval in Rome, om er de Fransen uit de stad te weren. Dit lukte en koning Ferdinand marcheerde op 29 november door de staten van Rome, al bleek de glorie van korte duur. De Fransen plaatsen een tegenaanval en veroverden het deel van Ferdinands koninkrijk op het Italiaanse vasteland. Koning Ferdinand zag zich genoodzaakt te vluchten. Aan boord van Nelsons HMS Vanguard vluchtte het Napolitaanse vorstenpaar met hun hofhouding naar Palermo, op Sicilië. De Fransen hadden ondertussen de monarchie afgeschaft en het Koninkrijk Napels vervangen door de Parthenopeïsche Republiek.

### Spanje en Menorca

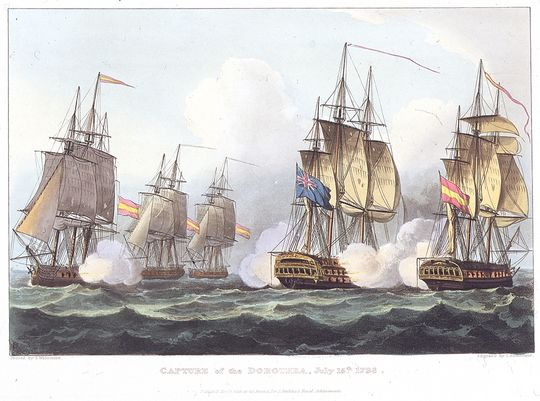
Capture of the Dorothea, 15 July 1798. Geschilderd door Thomas Whitcombe, 1816.

Terwijl Nelson vertoefde in de centrale en oostelijke Middellandse Zee, stelde de Britse basisvloot in Portugal, onder leiding van John Jervis, vast dat de Spaanse vloot niet bij machte was om een aanval op te zetten. Op 24 mei kreeg de basisvloot, die al die tijd op de Taag voor anker lag, versterking van admiraal Roger Curtis, die het bevel had gekregen om blokkades op te werpen voor de Zuid-Spaanse havens, in het bijzonder die van Cádiz, waar de Spaanse vloot voor anker lag. Wat volgde was overleg tussen Jervis en admiraal don Joseph Massaredo, de Spaanse opperbevelhebber. Gedurende het voorbije jaar was de Spaanse vloot amper uitgevaren, een uitzondering in april niet te na gesproken. De enige noemenswaardige verrichting die de Spaanse vloot had volbracht was het kruisen van de Britse HMS Lion, onder bevel van Manley Dixon, nabij Cartagena. In het daarop volgende Incident van 15 juli 1798, kwam het tot een confrontatie, die echter nefast afliep voor de Spanjaarden. Terwijl de belangrijkste Spaanse schepen zich terugtrokken naar Catagena werd hun schip Santa Dorotea verslagen en overmeesterd door de Britten.
Op het moment dat de Franse mediterrane vloot was vernietigd in de Baai van Aboukir, was John Jervis vastberaden om een Britse hegemonie te installeren op de Middellandse Zee. Hiervoor had zijn vloot natuurlijk een uitvalsbasis nodig, een haven waar het voldoende diep was om met grote schepen aan te meren en die tegelijkertijd niet vanop land kon worden aangevallen. De haven die het best binnen deze voorkeuren paste was de haven van Maó op het Balearische eiland Menorca, waar recent een groot nieuw dok was aangelegd en waar grote pakhuizen en een maritiem hospitaal waren gebouwd. Deze infrastructuur werd volledig door de Britten gebouwd, tijdens de periodes van Britse bezetting van 1708 tot 1756 en van 1763 tot 1781. Jervis stuurde daarom een invasie-eenheid naar het eiland onder bevel van commandeur John Thomas Duckworth met een klein leger van kolonel Charles Stuart. het expeditieleger landde op Menorca op 7 november. De troepen landden ter hoogte van Addaya. Al snel konden de Britten doorstoten op het eiland om zo Port Mahon te bereiken. Dorp na dorp gaf zich over, waaronder ook Fournella, die uitzicht gaf op de belangrijkste ankerplaats rond het eiland. Op 16 november gaf Ciudadella zich over en viel de controle over Menorca volledig in Britse handen.